# آدزیوبژا
آدزیوبژا (به لاتین: Adzyubzha) یک منطقهٔ مسکونی در گرجستان است که در ناحیه اوچامچیرا واقع شده‌است. آدزیوبژا ۳٬۵۹۷ نفر جمعیت دارد.